# Tiếng Herero
Herero (tiếng Anh:  /hɛˈrɛəroʊ/, Otjiherero) là một ngôn ngữ Bantu được sử dụng bởi các dân tộc Herero và Mbanderu ở Namibia và Botswana, cũng như các cộng đồng nhỏ ở tây nam Angola. Vào năm 2014, có khoảng 211.700 người nói ngôn ngữ này.

## Phân bố
Ngôn ngữ này chủ yếu phân bố ở một khu vực được gọi là Hereroland, được tạo thành từ khu vực Omaheke cùng với các khu vực Otjozondjupa và Kunene. Một nhóm dân tộc có quan hệ họ hàng với Herero và Mbanderu là người Himba lại sử dụng một phương ngữ rất gần với Otjiherero. Nhiều người nói Herero sống ở Windhoek, thủ đô của Namibia.

## Chính tả
- a - [ɑ]
- b - [b]
- d - [d]
- ḓ - [d̪]
- e - [ɛ]
- f - [f]
- g - [g]
- h - [h]
- tôi - [i]
- j - [j]
- k - [k]
- l - [l]
- m - [m]
- mb - [ᵐb]
- mw - [mʷ]
- n - [n]
- ndj - [ⁿdʒ]
- ng - [ᵑɡ]
- ngw - [ᵑɡʷ]
- nj - [ɲ]
- ṋ - [n̪]
- o - [ɔ]
- p - [p]
- r - [r]
- s - [s]
- t - [t]
- tj - [t͡ʃ]
- ṱ - [t̪]
- u - [u / w]
- v - [v]
- w - [w]
- y - [j]
- z - [z] [3]

Các nguyên âm dài được nhân đôi.
f và l chỉ được sử dụng trong từ mượn.